# Stagione degli uragani atlantici del 2011
La stagione degli uragani atlantici del 2011 è iniziata ufficialmente il 1º giugno 2011 e si è conclusa il 30 novembre 2011. Queste date delimitano convenzionalmente il periodo di ogni anno quando la maggior parte dei cicloni tropicali formano nel bacino Atlantico. La prima tempesta, Arlene, si è sviluppata il 29 giugno nel Golfo del Messico e ha colpito il Veracruz, uccidendo 25 persone. Per la prima volta dall'inizio delle rilevazioni affidabili iniziate nel 1851, nessuno dei primi otto cicloni della stagione ha raggiunto la forza per essere considerato un uragano. Il record è terminato quando, il 20 agosto 2011 si formato l'uragano Irene, potenzialmente disastroso.

## Sintesi stagione
Il primo ciclone, chiamato ciclone tropicale Arlene, si è formato il 29 giugno, ovvero 29 giorni dopo l'inizio della stagione. Si è sviluppato a nord-est dell'Honduras, poi ha colpito il Veracruz, in Messico, uccidendo 25 persone. Il ciclone tropicale Bret si è formato più di due settimane dopo Arlene, colpendo le Bahamas. Il 30 luglio, il ciclone tropicale Don ha portato piogge in Texas prima di dissiparsi. Il ciclone tropicale Emily ha ucciso 5 persone, dopo aver attraversato Haiti e le Bahamas; prima di esso i cicloni Franklin e Gert, formati nel mezzo dell'Oceano Atlantico per alcuni giorni a metà agosto. Il ciclone tropicale Harvey ha ucciso 3 persone in Belize e Veracruz.
Un sistema organizzato di bassa pressione si spostò ai Caraibi che venne poi chiamato ciclone tropicale Irene. Si è rafforzato, diventando il primo uragano della stagione ed è stato ridenominato uragano Irene. Ha colpito il Porto Rico. Poco prima di raggiungere le Bahamas, Irene si è rafforzato ancora di più, diventando un uragano di categoria 3. Ha raggiunto gli Stati Uniti dove ha colpito la Florida e la Carolina del Nord. È atteso su New York e Washington il 27 o il 28 agosto.

## Tempeste

### Tempesta tropicale Arlene
Le origini del ciclone tropicale Arlene risalgono ad un'onda tropicale che proveniente da est, attraversando il Mar dei Caraibi a fine giugno. Proseguì verso ovest lungo l'America Centrale, portando forti piogge causando inondazioni e uccidendo tre persone. Il 27 giugno, la perturbazione ha attraversato la penisola dello Yucatán e raggiunto la baia di Campeche.
Come si è rafforzata, Arlene ha cominciato a muoversi verso ovest. Arlene non aveva i requisiti per passare allo status di uragano, perché ha raggiunto un'intensità massima di soli 65 mph (100 km/h). Il 30 giugno Arlene si spostò vicino a Cabo Rojo, nel Messico, come un forte temporale tropicale di circa 0900 UTC. Passando a sud-ovest, la tempesta ha cominciato a indebolirsi. Il 1º luglio, Arlene è stato declassato a depressione tropicale poco prima di dissiparsi sulle montagne della Sierra Madre Orientale, tuttavia, precipitazioni e raffiche di vento hanno continuato ad influenzare diverse zone del Messico; l'impatto di Arlene ha provocato alluvioni dannose e frane in tutto il paese, provocando 22 morti confermati. Nell'Hidalgo, i danni dalla tempesta hanno raggiunto i 2,6 miliardi di pesos (207400000 $). Tuttavia, resti di Arlene hanno attraversato il Messico e l'Oceano Pacifico, e poi cominciarono a muoversi verso nord-ovest, che lentamente hanno cominciato a rafforzarsi. Il NHC ha valutato che i resti di Arlene hanno avuto una bassa probabilità di riqualificarsi, in quanto si sono trasferiti nella punta meridionale della penisola della Bassa California. Il 3 luglio, i resti del ciclone tropicale Arlene si sono completamente dissipati, poco più a sud della Bassa California, senza rigenerarsi.

## Nomi dei cicloni e uragani del 2011
La seguente lista di nomi è stata utilizzata per le tempeste tropicali che si sono formate nell'Atlantico nel 2011. Si tratta della stessa lista impiegata nella stagione del 2005, fatta eccezione per i nomi Don, Katia, Rina, Sean e Whitney che hanno rimpiazzato rispettivamente Dennis, Katrina, Rita, Stan e Wilma. I nomi Don, Katia, Rina, e Sean sono stati usati per la prima volta. I nomi non ritirati sono stati riutilizzati nella stagione del 2017.
| - Arlene - Bret - Cindy - Don - Emily - Franklin - Gert | - Harvey - Irene - Jose - Katia - Lee - Maria - Nate | - Ophelia - Philippe - Rina - Sean - Tammy (non usato) - Vince (non usato) - Whitney (non usato) |

Il 13 aprile 2012, l'organizzazione meteorologica mondiale ha ritirato il nome Irene a causa della grande quantità di danni causati negli Stati Uniti. È stato sostituito con il nome Irma, che è stato usato per la prima e unica volta durante la stagione del 2017.